# Chapelle Notre-Dame-du-Chêne (Scey-Maisières)
La chapelle Notre-Dame-du-Chêne est une chapelle de pèlerinage située sur la commune de Scey-Maisières dans le département du Doubs.

## Historique
Cette chapelle de pèlerinage fut construite de 1863 à 1869 sur les plans de l'architecte lyonnais Pierre Bossan à l'instigation de l'abbé Gros, curé de Scey-en-Varais, et de Théodore Grosjean, aumônier du couvent de la Visitation d'Ornans. Elle était destinée à abriter la statuette de la Vierge à l'Enfant découverte à proximité dans le tronc d'un chêne en 1803. La chapelle fut bénite le 3 août 1869.
La chapelle est recensée dans la base Mérimée à la suite du récolement de 1978.

## Légende
Début avril 1803, une jeune fille déclara avoir vu une dame blanche à proximité d'un chêne, connu sous le nom de Chêne Notre-Dame, qui se serait élevée au ciel dans une lumière vive. Le 15 août (jour de l'Assomption) de la même année, la jeune fille avec son père et ses sœurs qui l'accompagnaient virent une lumière qui jaillissait de ce chêne. Le tronc de l'arbre fut creusé et l'on découvrit une statue de terre cuite représentant la Vierge à l'enfant portant une grappe de raisin.

## Situation géographique
Elle est située dans la vallée de la Loue, en rive droite, sur un replat au-dessus d'une élévation de terrain quelques kilomètres en aval d'Ornans.

## Description
C'est un bâtiment rectangulaire, au style romano-gothique, long de 23m et large de 8,5m terminé par une abside arrondie. Le couvrement intérieur est constitué de voûtes d'arêtes et de voûtes d'ogives.
Des aménagements ultérieurs ont été réalisés :
- Une hôtellerie à la fin du XIXe siècle

En 1903 : 
- Un chemin de croix
- Une statue de bronze[3], œuvre du sculpteur Just Becquet, réplique de la statuette en terre cuite exposée au-dessus du maître-autel de la chapelle, a été installée à l'emplacement du vieux chêne, en contrebas de la chapelle.
- Une chapelle en plein air en 1926

- Le logement des chapelains attenant à l'église au XXe siècle.

## Galerie

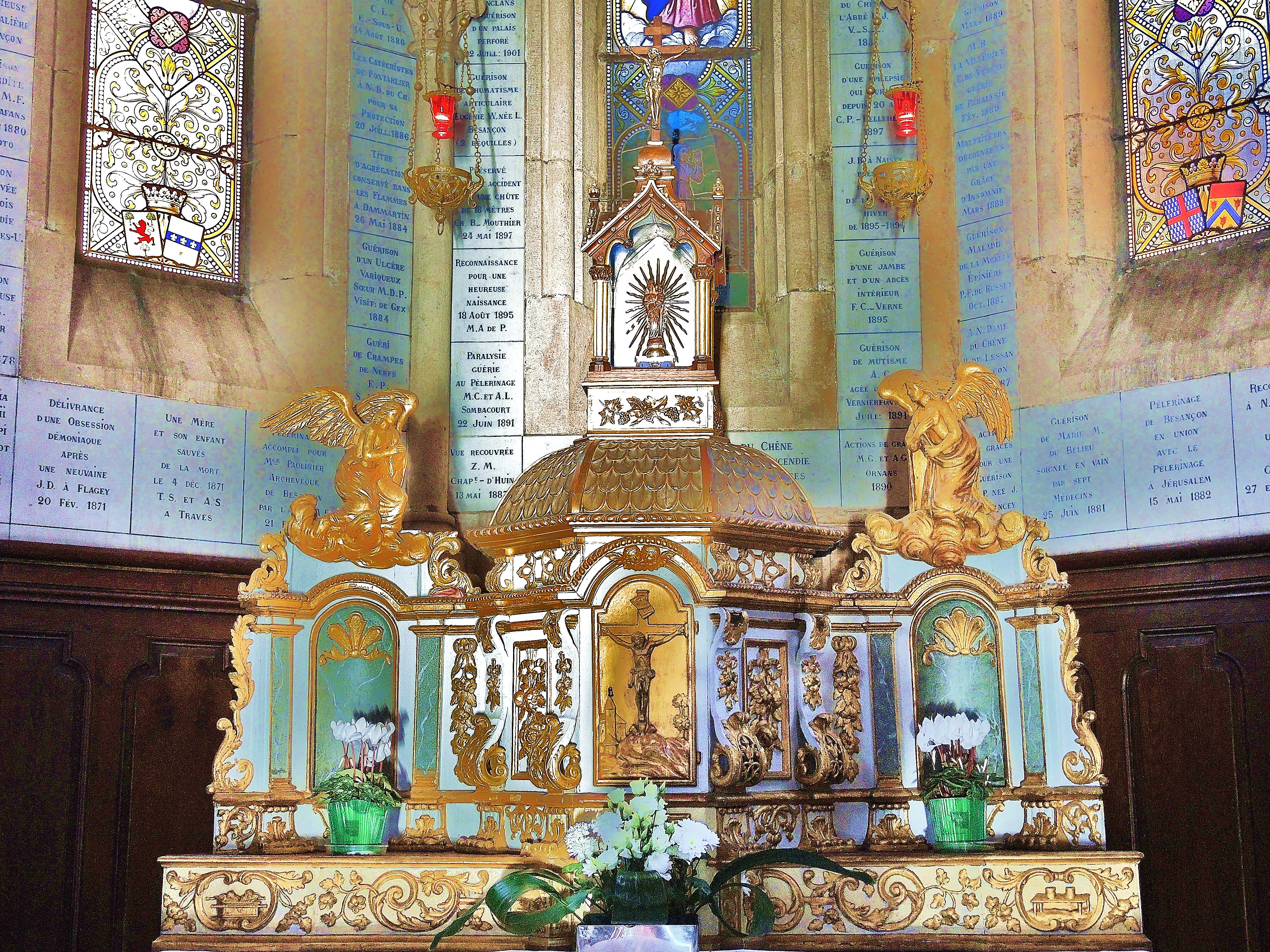
Retable de la chapelle.
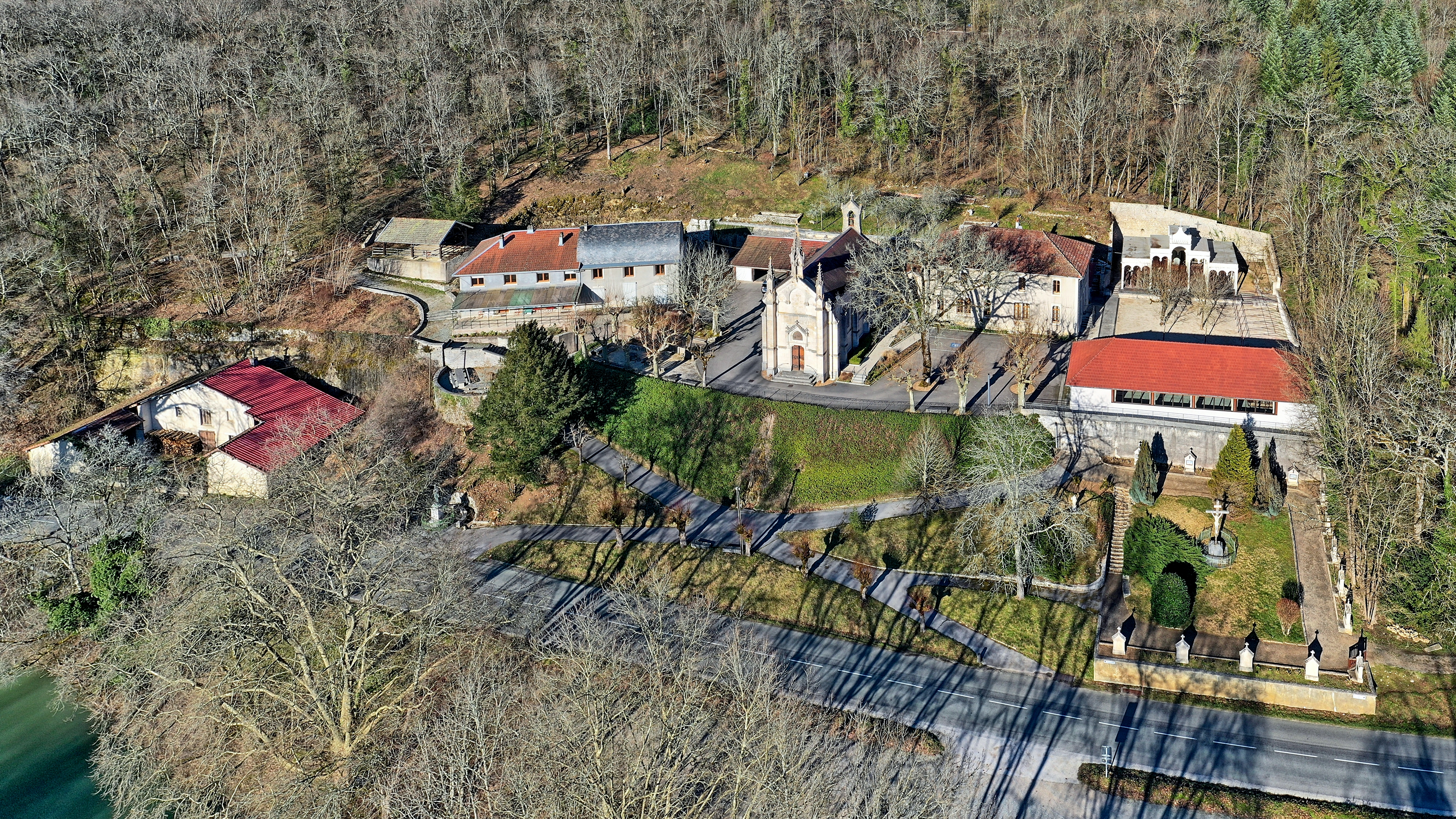
Vue aérienne du site de la chapelle.